# Tefritoïdeus
Els tefritoïdeus (Tephritoidea) són una superfamília de dípters braquícers de l'infraordre esquizòfors.

## Taxonomia
Inclou les següents famílies:
- Lonchaeidae - en anglès: lance flies
- Pallopteridae - flutter flies
- Piophilidae - mosques del formatge
- Platystomatidae - signal flies
- Pyrgotidae
- Richardiidae
- Tephritidae - mosques de la fruita
- Ulidiidae (Otitidae) - mosques d'ales pintades

Els Tachiniscinae, anteriorment estaven classificats dins la família Tachiniscidae, actualment estan inclosos dins els Tephritidae.